# Кельман Іван Іванович
Іван Іванович Кельман (нар. 22 вересня 1938, село Руське, тепер Мукачівського району Закарпатської області) — український діяч, віце-президент Транспортної академії України (ТАУ), керівник Західного наукового центру та академік ТАУ. Кандидат економічних наук, доцент, керівник Навчально-консультаційного центру Національного транспортного університету у місті Львів, заслужений працівник транспорту України.

## Біографія
Народився у селянській родині.
У 1956 році закінчив середню школу, а у 1957 році — курси водіїв. Працював водієм у колгоспі Мукачівського району Закарпатської області.
З 1957 до 1960 року проходив службу в лавах Радянської армії.
У 1960 році вступив до Закарпатського лісотехнікуму, а у 1961 році перевівся на навчання у Львівський автомобільно-дорожній технікум, який закінчив з відзнакою у 1963 році.
Після закінчення технікуму впродовж двох років працював механіком, а пізніше начальником гаража автопарку. З 1964 по 1971 року працював начальником відділу експлуатації, головним інженером і директором Львівського АТП 13102. Член КПРС.
У 1964—1969 роках навчався заочно у Львівському політехнічному інституті, здобув диплом інженера-механіка.
У 1971—1988 роках працював на посадах головного інженера та начальника Львівського обласного управління пасажирського транспорту.
З 1988 по травень 1998 року — начальник, генеральний директор Львівського територіально-виробничого об'єднання автомобільного транспорту («Львівавтотранс»).
З 1982 по 2002 був депутатом Львівської обласної ради. З травня 1998 по 2002 рік — заступник голови Львівської обласної ради. Член Аграрної партії України.
З червня 2002 року — керівник Навчально-консультаційного центру Національного транспортного університету у місті Львові. Віце-президент Транспортної академії України (ТАУ).
Був членом та головою Львівської міської організації Партії регіонів.

### Серед робіт
- Підручник «Вантажознавство (Вантажі, правила перевезень, рухомий склад)»; 2-ге видання, перероблене і доповнене; співавтори Є. К. Вільковський, Бакуліч Олена Олександрівна, 2007

## Нагороди
- орден Трудового Червоного Прапора
- заслужений працівник транспорту України
- медалі